# الاتحاد الوطني للصحة
الاتحاد الوطني للصحة (NHF) هو مجموعة ضغط تروج للطب الطبيعي. يقع مقر الاتحاد في كاليفورنيا ويصف مهمته على أنها حماية حقوق الأفراد في استخدام المكملات الغذائية والعلاجات البديلة دون قيود حكومية. كما يعارض الاتحاد تدابير الصحة العامة السائدة مثل فلورة المياه ولقاحات الطفولة الإجبارية.
أسس فريدج هارت [الإنجليزية] الاتحاد في عام 1955، بعد أن أمرته إدارة الغذاء والدواء الأمريكية بالتوقف عن تسويق الأجهزة الراديونية الاحتيالية. انتقدت المنظمات الطبية الرئيسة مؤسسة الاتحاد لترويجها علاجات بديلة لمرض السرطان والادعاءات الصحية؛ توصي جمعية السرطان الأمريكية مرضى السرطان بتجنب المنتجات التي يروج لها الاتحاد، بينما يصف موقع كواكواتش الاتحاد بأنه «معادية للأساليب العلمية المقبولة وكذلك لقانون حماية المستهلك الحالي.»

## التاريخ والأنشطة
تأسس الاتحاد الوطني للصحة في عام 1955 على يد فريدج هارت. روج للأجهزة الراديونية. أسس هارت مؤسسة الاتحاد لضمان التعبير الحر عن التطورات الصحية والبدائل، فضلًا عن عدم الاتفاق مع إدارة الغذاء والدواء الأمريكية لإجبار شركته على التوقف عن تسويق أجهزة FDA غير المرخصة للعلاج الطبي. على مر السنين، عزز الاتحاد مجموعة من علاجات السرطان البديلة، بما في ذلك لاتريل. وفقًا لموقعه على الإنترنت، خاض صندوق الاتحاد وفاز في معركة التفتيش الإلزامي على الدواجن، ونسق حملة لمساعدة العلاج اليدوي للعمود الفقري على الحصول على ترخيص قانوني في الولايات المتحدة، وشن حملة ضد فلورة المياه، ودافع عن الاعتراف التشريعي بالوخز بالإبر في الولايات المتحدة. تعاون الاتحاد مع منظمات المستهلكين الأوروبية والأحزاب السياسية في حملة تطالب الاتحاد الأوروبي بقبول نتيجة الاستفتاء في أيرلندا بشأن معاهدة لشبونة.
في التسعينيات، ضغط الاتحاد نيابة عن المستهلكين والمصنعين لتمرير قانون التعليم والصحة الخاص بالمكملات الغذائية (DSHEA)، الذي وضع ضوابط حكومية لجودة المكملات الغذائية والادعاءات الصحية والممارسات التصنيعية الجيدة والإشراف من قبل إدارة الغذاء والدواء. روجت المنظمة للادعاءات القائلة بأن اللقاحات في ظل ظروف معينة تكون خطيرة، وحاربت لتسويق منتجات صحية غير مختبرة وغير مثبتة، ومارست الضغط ضد فلورة المياه. ينشر الاتحاد نشرة إخبارية ربع سنوية، أخبار الحرية الصحية. لديها عضوية في 22 دولة ولها صفة مراقب في اجتماعات هيئة الدستور الغذائي، وهي أعلى هيئة دولية بشأن المواصفات الغذائية.
سكوت تيبس هو الرئيس الحالي للاتحاد الوطني للصحة. وهو محامٍ مرخص في ولاية كاليفورنيا ومحرر إداري سابق لمجلة مراجعة قانون كاليفورنيا [الإنجليزية]، ومساهم في مجلة جميع الأطعمة. أُدين بعض الأعضاء الحاليين والسابقين في الاتحاد بالاحتيال المتعلق بتسويق المكملات والأجهزة الطبية المشكوك فيها، في حين ألغيت تراخيص عديد الأطباء في المناصب القيادية في الاتحاد.

## استقبال
وصفت عدة مصادر مستقلة الاتحاد الوطني للصحة بأنه مجموعة ضغط هامشية أو مروج للمطالبات والأجهزة الطبية المشكوك فيها وغير المثبتة. يعرّف قاموس ماكجروهيل موجز للطب الحديث مؤسسة الاتحاد على أنها «منظمة طبية هامشية تمارس ضغوطًا سياسية لتأمين "الحرية الصحية"و"حرية الاختيار الطبي" نيابة عن ممارسي الطب البديل وعائلاتهم و مستهلكي "الغذاء الصحي".»
أشارت جمعية السرطان الأمريكية إلى أن الاتحاد «ليست هيئة طبية أو علمية»، وأوصت «الأشخاص المصابين بالسرطان بتجنب العلاجات والمنتجات التي يروج لها الاتحاد الوطني للصحة لعلاج السرطان.»يصف موقع كواكواتش التحاد بأنه «تحالف من المروجين والمتابعين الذين ينخرطون في حملات الضغط... ويستخدمون كلمتي "بديل" و"حرية"لتناسب أغراضه»، مضيفًا أن «الاتحاد معاد للأساليب العلمية المقبولة وكذلك لقانون حماية المستهلك الحالي.»

## روابط خارجية
TheNHF.com - National Health Federation website